# Battalgazi
Battalgazi là một huyện thuộc tỉnh Malatya, Thổ Nhĩ Kỳ. Huyện có diện tích 235 km² và dân số thời điểm năm 2007 là 27643 người, mật độ 118 người/km².